# Lista över mixed dubbel-segrare i US Open i tennis
Detta är en lista över segrare i mixed dubbel-klassen i US Open i tennis.

## Lista
| År   | Segrare                                       | Finalmotståndare                          | Resultat          |
| ---- | --------------------------------------------- | ----------------------------------------- | ----------------- |
| 1892 | Mabel Cahill & Clarence Hobart                | Elisabeth Moore & Rodmond Beach           | 6-1 6-3           |
| 1893 | Ellen Roosevelt & Clarence Hobart             | Ethel Bankston & Robert Willson           | 6-1 4-6 10-8      |
| 1894 | Juliette Atkinson & Edwin Fisher              | McFadden & Gustav Remak                   | 6-3 6-2 6-1       |
| 1895 | Juliette Atkinson & Edwin Fisher              | Amy Williams & Mantle Fielding            | 4-6 8-6 6-2       |
| 1896 | Juliette Atkinson & Edwin Fisher              | Amy Williams & Mantle Fielding            | 6-2 6-3 6-3       |
| 1897 | Laura Henson & D.L. Magruder                  | Maud Banks & R. A. Griffin                | 6-4 6-3 7-5       |
| 1898 | Carrie Neely & Edwin Fisher                   | Helen Chapman & J. A. Hill                | 6-2 6-4 8-6       |
| 1899 | Elizabeth Rastall & Albert Hoskins            | Jane Craven & James Gardner               | 6-4 6-0 rit.      |
| 1900 | Margaret Hunnewell & Alfred Codman            | T. Shaw & George Atkinson                 | 11-9 6-3 6-1      |
| 1901 | Marion Jones & Ray Little                     | Myrtle McAteer & Clyde Stevens            | 6-4 6-4 7-5       |
| 1902 | Elisabeth Moore & Wylie Grant                 | Elizabeth Rastall & Albert Hoskins        | 6-2 6-1           |
| 1903 | Helen Chapman & Harry Allen                   | Carrie B. Neely & W. H. Rowland           | 6-4 7-5           |
| 1904 | Elisabeth Moore & Wylie Grant                 | May Sutton & F. B. Dallas                 | 6-2 6-1           |
| 1905 | Augusta Schultz Hobart & Clarence Hobart      | Elisabeth Moore & Edward Dewhurst         | 6-2 6-4           |
| 1906 | Sarah Coffin & Edward Dewhurst                | Margaret Johnson & J. B. Johnson          | 6-3 7-5           |
| 1907 | May Sutton & Wallace F. Johnson               | Natalie Wildey & Morris Tilden            | 6-1 7-5           |
| 1908 | Edith Rotch & Nathaniel Niles                 | Louise Hammond & Raymond Little           | 6-4 4-6 6-4       |
| 1909 | Hazel Hotchkiss Wightman & Wallace F. Johnson | Louise Hammond & Raymond Little           | 6-2 6-0           |
| 1910 | Hazel Hotchkiss Wightman & Joseph Carpenter   | Edna Wildey & Morris Tilden               | 6-2 6-2           |
| 1911 | Hazel Hotchkiss Wightman & Wallace F. Johnson | Edna Wildey & Morris Tilden               | 6-4 6-4           |
| 1912 | Mary Browne & Richard Williams                | Eleanora Sears & William Clothier         | 6-4 2-6 11-9      |
| 1913 | Mary Browne & Bill Tilden                     | Dorothy Green & C. S. Rogers              | 7-5 7-5           |
| 1914 | Mary Browne & Bill Tilden                     | Margaretta Myers & J. R. Rowland          | 6-1 6-4           |
| 1915 | Hazel Hotchkiss Wightman & Harry Johnson      | Molla Mallory & Irving Wright             | 6-0 6-1           |
| 1916 | Eleonora Sears & Willis Davis                 | Florence Ballin & Bill Tilden             | 6-4 7-5           |
| 1917 | Molla Mallory & Irving Wright                 | Florence Ballin & Bill Tilden             | 10-12 6-1 6-3     |
| 1918 | Hazel Hotchkiss Wightman & Irving Wright      | Molla Mallory & Fred Alexander            | 6-2 6-3           |
| 1919 | Marion Zinderstein Jessup & Vincent Richards  | Florence Ballin & Bill Tilden             | 2-6 11-9 6-2      |
| 1920 | Hazel Hotchkiss Wightman & Wallace F. Johnson | Molla Bjurstedt Mallory & Craig Biddle    | 6-4 6-3           |
| 1921 | Mary Browne & Bill Johnston                   | Molla Mallory & Bill Tilden               | 3-6 6-4 6-3       |
| 1922 | Molla Mallory & Bill Tilden                   | Helen Wills & Howard Kinsey               | 6-4 6-3           |
| 1923 | Molla Mallory & Bill Tilden                   | Kathleen McKane & John Hawkes             | 6-3 2-6 10-8      |
| 1924 | Helen Wills & Vincent Richards                | Molla Mallory & Bill Tilden               | 6-8 7-5 6-0       |
| 1925 | Kathleen McKane & John Hawkes                 | Ermintrude Harvey & Vincent Richards      | 6-2 6-4           |
| 1926 | Elizabeth Ryan & Jean Borotra                 | Hazel Hotchkiss Wightman & René Lacoste   | 6-4 7-5           |
| 1927 | Eileen Bennett & Henri Cochet                 | Hazel Hotchkiss Wightman & René Lacoste   | 6-2 6-0 6-3       |
| 1928 | Helen Wills & John Hawkes                     | Edith Cross & Edgar Moon                  | 6-1 6-3           |
| 1929 | Betty Nuthall & George Lott                   | Phyllis Covell & Henry Austin             | 6-3 6-3           |
| 1930 | Edith Cross & Wilmer Allison                  | Marjorie Morrill & Frank Shields          | 6-4 6-4           |
| 1931 | Betty Nuthall & George Lott                   | Anna McCune Harper & Wilmer Allison       | 6-3 6-3           |
| 1932 | Sarah Palfrey & Fred Perry                    | Helen Jacobs & Ellsworth Vines            | 6-3 7-5           |
| 1933 | Elizabeth Ryan & Ellsworth Vines              | Sarah Palfrey & George Lott               | 11-9 6-1          |
| 1934 | Helen Jacobs & George Lott                    | Elizabeth Ryan & Lester Stoefen           | 4-6 13-11 6-2     |
| 1935 | Sarah Palfrey & Enrique Maier                 | Kay Stammers & Roderich Menzel            | 6-4 4-6 6-3       |
| 1936 | Alice Marble & Gene Mako                      | Sarah Palfrey & Don Budge                 | 6-3 6-2           |
| 1937 | Sarah Palfrey & Don Budge                     | Sylvia Henrotin & Yvon Petra              | 6-2 8-10 6-0      |
| 1938 | Alice Marble & Don Budge                      | Thelma Coyne & John Bromwich              | 6-1 6-2           |
| 1939 | Alice Marble & Harry Hopman                   | Sarah Palfrey & Elwood Cooke              | 9-7 6-1           |
| 1940 | Alice Marble & Bobby Riggs                    | Dorothy Bundy & Jack Kramer               | 9-7 6-1           |
| 1941 | Sarah Palfrey & Jack Kramer                   | Pauline Betz & Bobby Riggs                | 4-6 6-4 6-4       |
| 1942 | Louise Brough & Ted Schroeder                 | Patricia Todd & Alejo Russell             | 3-6 6-1 6-4       |
| 1943 | Margaret Osborne & Bill Talbert               | Pauline Betz & Pancho Segura              | 10-8 6-4          |
| 1944 | Margaret Osborne & Bill Talbert               | Dorothy Bundy & Donald McNeill            | 6-2 6-3           |
| 1945 | Margaret Osborne & Bill Talbert               | Doris Hart & Bob Falkenburg               | 6-4 6-4           |
| 1946 | Margaret Osborne & Bill Talbert               | Louise Brough & Robert Kimbrell           | 6-3 6-4           |
| 1947 | Louise Brough & John Bromwich                 | Gussie Moran & Pancho Segura              | 6-3 6-1           |
| 1948 | Louise Brough & Tom Brown                     | Margaret Osborne duPont & William Talbert | 6-4 6-4           |
| 1949 | Louise Brough & Eric Sturgess                 | Margaret Osborne duPont & William Talbert | 4-6 6-3 7-5       |
| 1950 | Margaret Osborne duPont & Ken McGregor        | Doris Hart & Frank Sedgman                | 6-4 3-6 6-3       |
| 1951 | Doris Hart & Frank Sedgman                    | Shirley Fry & Mervyn Rose                 | 6-3 6-2           |
| 1952 | Doris Hart & Frank Sedgman                    | Thelma Long & Lew Hoad                    | 6-3 7-5           |
| 1953 | Doris Hart & Vic Seixas                       | Julia Ann Sampson & Rex Hartwig           | 6-2 4-6 6-4       |
| 1954 | Doris Hart & Vic Seixas                       | Margaret Osborne duPont & Ken Rosewall    | 4-6 6-1 6-1       |
| 1955 | Doris Hart & Vic Seixas                       | Shirley Fry & Lew Hoad                    | 9-7 6-1           |
| 1956 | Margaret Osborne duPont & Ken Rosewall        | Darlene Hard & Lew Hoad                   | 9-7 6-1           |
| 1957 | Althea Gibson & Kurt Nielsen                  | Darlene Hard & Robert Howe                | 6-3 9-7           |
| 1958 | Margaret Osborne duPont & Neale Fraser        | Maria Bueno & Alex Olmedo                 | 6-3 3-6 9-7       |
| 1959 | Margaret Osborne duPont & Neale Fraser        | Janet Hopps & Bob Mark                    | 7-5 13-15 6-2     |
| 1960 | Margaret Osborne duPont & Neale Fraser        | Maria Bueno & Antonio Palafox             | 6-3 6-2           |
| 1961 | Margaret Smith & Bob Mark                     | Darlene Hard & Dennis Ralston             | Forfeit           |
| 1962 | Margaret Smith & Fred Stolle                  | Lesley Turner & Frank Froehling III       | 7-5 6-2           |
| 1963 | Margaret Smith & Ken Fletcher                 | Judy Tegart & Ed Rubinoff                 | 3-6 8-6 6-2       |
| 1964 | Margaret Smith & John Newcombe                | Judy Tegart & Ed Rubinoff                 | 10-8 4-6 6-3      |
| 1965 | Margaret Smith & Fred Stolle                  | Judy Tegart & Frank Froehling III         | 6-2 6-2           |
| 1966 | Donna Floyd Fales & Owen Davidson             | Carol Aucamp & Ed Rubinoff                | 6-1 6-3           |
| 1967 | Billie Jean King & Owen Davidson              | Rosemary Casals & Stan Smith              | 6-3 6-2           |
| 1968 | Mary Ann Eisel & Peter Curtis                 | Tory Fretz & Gerry Perry                  | 6-4 7-5           |
| 1969 | Margaret Smith Court & Marty Riessen          | Francoise Durr & Dennis Ralston           | 7-5 6-3           |
| 1970 | Margaret Smith Court & Marty Riessen          | Judy Tegart & Frew McMillan               | 6-4 6-4           |
| 1971 | Billie Jean King & Owen Davidson              | Betty Stove & Rob Maud                    | 6-3 7-5           |
| 1972 | Margaret Smith Court & Marty Riessen          | Rosemary Casals & Ilie Nastase            | 6-3 7-5           |
| 1973 | Billie Jean King & Owen Davidson              | Margaret Smith Court & Marty Riessen      | 6-3 3-6 7-6       |
| 1974 | Pam Teeguarden & Geoff Masters                | Chris Evert & Jimmy Connors               | 6-1 7-6           |
| 1975 | Rosie Casals & Dick Stockton                  | Billie Jean King & Fred Stolle            | 6-3 7-6           |
| 1976 | Billie Jean King & Phil Dent                  | Betty Stove & Frew McMillan               | 3-6 6-2 7-5       |
| 1977 | Betty Stove & Frew McMillan                   | Billie Jean King & Vitas Gerulaitis       | 6-2 3-6 6-3       |
| 1978 | Betty Stove & Frew McMillan                   | Billie Jean King & Ray Ruffels            | 6-3 7-6           |
| 1979 | Greer Stevens & Bob Hewitt                    | Betty Stove & Frew McMillan               | 6-3 7-5           |
| 1980 | Wendy Turnbull & Marty Riessen                | Betty Stove & Frew McMillan               | 7-5 6-2           |
| 1981 | Anne Smith & Kevin Curren                     | JoAnne Russell & Steve Denton             | 6-4 7-6           |
| 1982 | Anne Smith & Kevin Curren                     | Barbara Potter & Ferdi Taygan             | 6-7 7-6 7-6       |
| 1983 | Elizabeth Smylie & John Fitzgerald            | Barbara Potter & Ferdi Taygan             | 3-6 6-3 6-4       |
| 1984 | Manuela Maleeva & Tom Gullikson               | Elizabeth Smylie & John Fitzgerald        | 2-6 7-5 6-4       |
| 1985 | Martina Navrátilová & Heinz Günthardt         | Elizabeth Smylie & John Fitzgerald        | 6-3 6-4           |
| 1986 | Raffaella Reggi & Sergio Casal                | Martina Navrátilová & Peter Fleming       | 6-4 6-4           |
| 1987 | Martina Navratilova & Emilio Sánchez          | Betsy Nagelsen & Paul Annacone            | 6-4 6-7 7-6       |
| 1988 | Jana Novotná & Jim Pugh                       | Elizabeth Smylie & Patrick McEnroe        | 7-5 6-3           |
| 1989 | Robin White & Shelby Cannon                   | Meredith McGrath & Rick Leach             | 3-6 6-2 7-5       |
| 1990 | Elizabeth Smylie & Todd Woodbridge            | Natasha Zvereva & Jim Pugh                | 6-4 6-2           |
| 1991 | Manon Bollegraf & Tom Nijssen                 | Arantxa Sánchez Vicario & Emilio Sánchez  | 6-2 7-6           |
| 1992 | Nicole Provis & Mark Woodforde                | Helena Suková & Tom Nijssen               | 4-6 6-3 6-3       |
| 1993 | Helena Suková & Todd Woodbridge               | Martina Navrátilová & Mark Woodforde      | 6-3 7-6           |
| 1994 | Elna Reinach & Patrick Galbraith              | Jana Novotná & Todd Woodbridge            | 6-2 6-4           |
| 1995 | Meredith McGrath & Matt Lucena                | Gigi Fernandez& Cyril Suk                 | 6-4 6-4           |
| 1996 | Lisa Raymond & Patrick Galbraith              | Manon Bollegraf & Rick Leach              | 7-6 7-6           |
| 1997 | Manon Bollegraf & Rick Leach                  | Mercedes Paz & Pablo Albano               | 3-6 7-5 6-3       |
| 1998 | Serena Williams & Max Mirnyi                  | Lisa Raymond & Patrick Galbraith          | 6-2 6-2           |
| 1999 | Ai Sugiyama & Mahesh Bhupathi                 | Kimberly Po & Donald Johnson              | 6-4 6-4           |
| 2000 | Arantxa Sánchez Vicario & Jared Palmer        | Anna Kurnikova & Max Mirnyi               | 6-4 6-3           |
| 2001 | Rennae Stubbs & Todd Woodbridge               | Lisa Raymond & Leander Paes               | 6-4 5-7 7-6       |
| 2002 | Lisa Raymond & Mike Bryan                     | Katarina Srebotnik & Bob Bryan            | 7-6 7-6           |
| 2003 | Katarina Srebotnik & Bob Bryan                | Lina Krasnorutskaja & Daniel Nestor       | 5-7 7-5 77-65     |
| 2004 | Vera Zvonarjova & Bob Bryan                   | Alicia Molik & Todd Woodbridge            | 6-3 6-4           |
| 2005 | Daniela Hantuchová & Mahesh Bhupathi          | Katarina Srebotnik & Nenad Zimonjić       | 6-4 6-2           |
| 2006 | Martina Navrátilová & Bob Bryan               | Kveta Peschke & Martin Damm               | 6-2 6-3           |
| 2007 | Victoria Azarenka & Max Mirnyi                | Meghann Shaughnessy & Leander Paes        | 6-4 78-66         |
| 2008 | Cara Black & Leander Paes                     | Liezel Huber & Jamie Murray               | 7-66 6-4          |
| 2009 | Carly Gullickson & Travis Parrott             | Cara Black & Leander Paes                 | 6-2, 6-4          |
| 2010 | Liezel Huber & Bob Bryan                      | Květa Peschke & Aisam-ul-Haq Qureshi      | 6-4, 6-4          |
| 2011 | Melanie Oudin & Jack Sock                     | Gisela Dulko & Eduardo Schwank            | 7-64, 4-6, [10-8] |
| 2012 | Ekaterina Makarova & Bruno Soares             | Květa Peschke & Marcin Matkowski          | 6-7, 6-1, 12-10   |
| 2013 | Andrea Hlaváčková & Max Mirnyi                | Abigail Spears & Santiago González        | 7–6 (7–5), 6–3    |
| 2014 | Sania Mirza & Bruno Soares                    | Abigail Spears & Santiago González        | 6–1, 2-6 (11–9)   |
| 2015 | Martina Hingis & Leander Paes                 | Bethanie Mattek-Sands & Sam Querrey       | 6–4, 3–6, [10–7]  |
| 2016 | Laura Siegemund & Mate Pavić                  | Coco Vandeweghe & Rajeev Ram              | 6–4, 6–4          |
| 2017 | Martina Hingis & Jamie Murray                 | Chan Hao-ching & Michael Venus            | 6–1, 4–6, [10–8]  |
| 2018 | Bethanie Mattek-Sands & Jamie Murray          | Alicja Rosolska & Nikola Mektić           | 2–6, 6–3, [11–9]  |
| 2019 | Bethanie Mattek-Sands & Jamie Murray          | Chan Hao-ching & Michael Venus            | 6–2, 6–3          |
| 2020 | Ingen tävling                                 | Ingen tävling                             | Ingen tävling     |
| 2021 | Desirae Krawczyk & Joe Salisbury              | Giuliana Olmos & Marcelo Arévalo          | 7–5, 6–2          |
| 2022 | Storm Sanders & John Peers                    | Kirsten Flipkens & Édouard Roger-Vasselin | 4–6, 6–4, [10–7]  |
| 2023 | Anna Danilina & Anna Danilina                 | Jessica Pegula & Austin Krajicek          | 6–3, 6–4          |
| 2024 | Sara Errani & Andrea Vavassori                | Taylor Townsend & Donald Young            | 7–6 (7–0), 7–5    |